# Melankoli (Munch)
Melankoli (også Aften, Jalousi, Den gule båd eller Jappe på stranden) er et motiv af den norske maler Edvard Munch, som han udførte mellem årene 1891 og 1896 i fem malerier og to træsnit 1896 og 1902.
Det viser i forgrunden en mand, der sidder på stranden med hovedet understøttet af en hånd, mens et par i baggrunden er på vej til en sejltur. Farverne understøtter scenens melankolske stemning.
I motiverne behandlede Munch vennen Jappe Nilssens ulykkelige kærlighedsaffære med den gifte maler Oda Krohg, og hans eget tidligere forhold til en ligeledes gift kvinde kunne spejles heri.
Den melankolske figur i forgrunden er derfor knyttet både til Munchs ven og til ham selv.
Melankoli betragtes som et af de første symbolske billeder af den norske maler og indgår i Livsfrisen, et tematisk navn for flere af Munchs malerier og grafiske arbejder. Værkerne blev udstillet i 1903, og et samlende motiv er eksistentiel angst, knyttet til livets faser, kærlighed og død.

## Billedbeskrivelse
Umiddelbart ved billedets forreste kant sidder en sammensunken mandlig figur på en stenet strand.
Han støtter eftertænksomt hovedet med den ene hånd, en klassisk positur for melankoli.
1892-versionen afviger fra de andre billeder, idet figuren er skubbet helt ned i nederste højre hjørne.
Det bortvendte hoved og håndens retning understreger bevægelsen ud af billedet.
Denne hjørneposition trækker beskuerens opmærksomhed tilbage til landskabet, der således bliver en ligeværdig del af billedet.
I den øverste del af billedet ses en gangbro med tre figurer: et par og en mand forrest med årer.
De er på vej til en gul båd for enden af anløbsbroen.
Den buede strandlinje der fortsætter bag anløbsbroen, skaber en dybdeffekt og korresponderer med træ- og skyformationerne i baggrunden.
| - Udkast 1891 og to træsnit - 1891: Aften / Melankoli. Olie, pastel og blyant på lærred. 73 × 101 cm, Munchmuseet, Oslo - Aften. Melankoli I, 1896. Træsnit. 41.1 × 55.7 cm. Munch Museum, Oslo - Aften. Melankoli I, 1896. Træsnit. 37.2 × 45.2 cm |

Det første udkast fra 1891 er en blanding af forskellige maleteknikker: pastel, olie og blyant. Dele af lærredet forblev umalet.
Det giver ifølge Hans Dieter Huber billedet en tør, freskoagtig virkning.
De senere oliemalerier beholder også deres plane former med forenklede konturer, der minder om syntetisme.
Der er intet luftperspektiv og skygger, nuancer (ty. Schattierungen), kun figurens hoved og hånd viser en tredimensionel plasticitet.
Med den brede penselføring og "forenkling og stilisering af linje, form og farve" foregriber billedet stilen i Munchs fremtidige værker – ifølge Tone Skedsmo og Guido Magnaguagno.

## Fortolkning
Alf Bøe ser i Melankoli et "større personligt gennembrud" for Munch.
Efter forskellige tidligere forsøg – som Det syge barn eller Nat i Saint-Cloud – fandt Munch i dette nøgleværk frem til den intense psykologiske malestil, der blev kendetegnende for hans symbolistiske værker fra 1890'erne.
Ifølge Tone Skedsmo og Guido Magnaguagno udtrykker Munchs billede primært en stemning.
Malerens tanker og følelser overføres umiddelbart til lærredet, og naturen tjener som bærer af denne stemning.
Fra de store, forenklede former over kystlinjens buede rytme til den dystre farvetone er kompositionen helt underlagt frembringelsen af stemning.
Hans Dieter Huber analyserer virkningen af farverne fra "jalousiens gulgrønne tåge" til den "slangeformede blåviolette" kystlinje, der forbinder melankolikeren til begivenhederne på anløbsbroen og synes at "ville omslutte og holde ham fangen".
Selv den gule båd, der gav billedet et af dets alternative titler, har farven for jalousi, som allerede understreget af Christian Krohg: "Man må takke Munck for at båden er gul – var den ikke det, havde Munch ikke malet billedet."
Shelley Wood Cordulack henviser især til strandens usædvanlige sorte farve, som ikke kun kompositorisk knytter den sorte skikkelse i forgrunden til silhuetterne i baggrunden med samme farve – hvilket klargør grunden til den melankolske stemning – men også farvesymbolsk gælder som udtryk for sorg og melankoli.
For kurator ved Museum of Modern Art Ann Temkin minder strandlinjens smidighed såvel om en indre fantasi som om et eksternt landskab.
For Arne Eggum symboliserer det ensomhed og følelsen af tomhed hos den tungsindige figur i forgrunden, hvis vision eller forestillinger parret på broen giver anledning til.
Også Reinhold Heller ser i parret en projektion af den jaloux mand.
Spændingen mellem illusion og virkelighed intensiveres med de anvendte billedlige midler – som for eksempel kontrasten mellem rumlig dybde og plane former.
Munch selv skrev om det i en note omkring 1894/95: "Jalousi – en stor øde Strand".
For Ulf Küster minder scenen på billedet om Henrik Ibsens drama Gengangere.
Som Helene Alving i Gengangere beretter om noget publikum ikke kan se, synes figuren i forgrunden i Munchs billede at dele med beskueren, hvad der sker i baggrunden.
Munch overførte på den måde det dramatiske virkemiddel 'teikoskopi' til maleriet (gr. τεῖχος, bymur – 'set fra muren').
Uwe M. Schneede ser i figuren i forgrunden en formidlerfigur, der ophæver billedets enhed.
På den ene side symboliserer den kunstneren selv og hans isolation fra hvad der sker, og på den anden taler han direkte til beskueren og appellerer til dennes deltagelse.
Til forskel fra kunsten i det tidlige 1800-tal er subjektet ikke længere en del af handlingen optrædende midt i billedet, men befinder sig afskåret og endda bortvendt ved billedets kant.
De tre figurer på anløbsbroen tilhører en anden verden; de symboliserer opbruddets klassiske topos: 'afgang til en kærlighedsø' og er fremstillet i lyse, lovende farver.
Tilbage er det ensomme individ, overladt til sig selv, og for hvem de andres livslykke forbliver uden for rækkevidde.
I stedet oversætter han konflikterne mellem den indre og ydre verden til en kreativ proces,
og derved viste allerede Melankoli grundkonstellationen i billederne Fortvivlelse og Skriget, hvor bruddet mellem en jeg-figur og dennes omgivelser blev videreudviklet og som skulle udvikle sig til et "landskab af død."
I en senere version – også med titlen Fortvivlelse – placeres Jappe-figuren fra Melankoli med en modifikation af motivet under Skrigets rødfarvede himmel, en ifølge Heller "additiv komposition", der mister de tidligere motivers intensitet og virkning.
| - Fortvivlelse og Skriget - Edvard Munch: Fortvivlelse, 1892, 92 × 67 cm, Thielska galleriet, Stockholm - Edvard Munch: Fortvivlelse, 1894, 92 × 72,5 cm, Munchmuseet, Oslo - Edvard Munch: Skriget, 1893, 91 × 73,5 cm, Nasjonalmuseet for kunst, arkitektur og design, Oslo |

## Baggrund
Motivet til en melankolsk figur i et landskab har i kunsthistorien en lang tradition, som går tilbage til Geertgen tot Sint Jans' († o. 1495) Johannes i ørkenen (Matt 3,1) og Albrecht Dürers Melankoli I.
Arne Eggum ser et slægtskab med raderingen Aften af Max Klinger, der var kendt i Kristiania, og Paul Gauguins maleri Kristus på Oliebjerget, hvor en stedfortræderfigur som hos Munch udtrykker malerens lidelser.
Reinhold Heller bekræfter ganske vist tilknytningen til en tematisk tradition, men han er imod en specifik henvisning til Dürer og Gauguin, da Munchs stil ikke så meget trak på kunsthistoriske forbilleder som på hans egne erindringer.
Således blev figuren ved strandbredden i Munchs arbejde til et slags sindbillede, frigjort fra den konkrete lejlighed for at udtrykke en grundlæggende menneskelig stemning.
En forløber for motivet i Munchs værk kan for eksempel ses i den eftertænksomme positur hos figuren i Nat i Saint-Cloud eller portrættet af søsteren i Inger på stranden, hvor naturen også bliver et spejl af menneskelige følelser.
Stranden forbliver karakteristisk for Munchs arbejde – ofte som et aftenbillede. Matthias Arnold beskriver: "Folk står alene eller parvis – men også da for sig selv – ved bredden og kigger på havet, denne afspejling af deres sjæl".
| - Melankolske figurer fra kunsthistorien - Geertgen tot Sint Jans: Johannes in der Wüste, ca. 1490, 42 × 28 cm, Gemäldegalerie Berlin - Albrecht Dürer: Melankoli I, ca. 1514, 24 × 18,5 cm - Paul Gauguin: Kristus på oliebjerget, 1889, 73 × 92 cm, Norton Museum of Art, West Palm Beach - Max Klinger: Aften, 1889, Cleveland Museum of Art. Serie: Vom Tode |

| - Hos Munch - Edvard Munch: Nat i Saint-Cloud 1890, 64,5 × 54 cm Nasjonalgalleriet, Olso - Edvard Munch: Inger på stranden, 1889, 126 × 161 cm, Kunstmuseum Bergen |

Den konkrete anledning til billedet gav sommeren 1891, som Munch – i lighed med tidligere somre – tilbragte i Åsgårdstrand, en lille norsk kystby i Oslofjorden, hvor mange borgere og kunstnere fra Kristiania opholdt sig om sommeren.
Munchs ven Jappe Nilssen og malerægteparret Christian og Oda Krohg tilbragte sommeren på samme sted, og Munch var vidne til den 21-årige vens ulykkelige kærlighedsaffære med en ti år ældre gift kvinde.
Forholdet mindede Munch om hans egen lige så ulykkelige kærlighed til Milly Thaulow et par år tidligere.
Munch var også 21 år gammel, da han i 1885 forelskede sig i den tre år ældre hustru til hans fætter Carl Thaulow (en bror til maleren Frits Thaulow), en forbudt kærlighed, der plagede ham længe og som han 1890-1893 bearbejdede i novelleagtige optegnelser, hvor han gav sin elskede navnet "Fru Heiberg".
Ved afslutningen af forholdet udtrykte han: "Derefter opgav jeg alt håb om at kunne elske".
Ifølge Reinhold Heller gav Jappe Nilssen Munch mulighed for i sommeren 1891 at genopleve egne erfaringer for anden gang og give dem kunstnerisk udtryk.
Den portrætterede Jappe i en melankolsk positur er således en tvetydig rollemodel for maleren selv.
I et notat eller prosadigt der formentlig er fra begyndelsen af 1890'erne, gengiver Munch stemningen i billedet med egne ord :
|  | Jeg gik langs havet – mån det var måneskin gennem mørke skyer – stenerne raget opover vandet mystisk som dværge og havmennesker – … andre der var store hvide hoder der grinede og lo – de drog sig noen opp – {s}på stranden andre nede i vande – … va havet det mørke blå violete hav sank hævede sig og { … }faldt – sukkede inmellem – stenerne – | Jeg gik en aften ensomt … ved vandet – det sukket og tuslet mellem stenerne – det var så der { … }der var grå lange skyer langs horisonten – – det var som uddød {–}alt – som i en anden verden – et dødningelandskab – men ‹nu› der liv derborte ved bryggen – det var en mand og en kvinde – og endnu der kom endnu en mand – med årer over skuldren – og båden lå dernede – {og}færdig til at {sku} drage – … hva skal |

|  | Er døde Hun ligner hende – jeg kjendte som et sting i brystet – var hun her nu – Jeg vet jo hun er langt væk – langt og dog og dog det er jo hendes bevægelser – sån sto hun sån pleiet hun at stå – med armen i hofte – Gud – himmelske gud – forbarm dig over mig – det må ikke være hende – Det er hende – hun og ham – | Der Der går de ned – hun og han … skal over til øen derborte – i den lyse sommernat skal de gå derover mellem trærne – arm i arm – de hvisker ‹or› til hverandre – Luften er så blød – det må være deili at elske nu båden ble mindre og mindre åreslagene lød endnu i den der over havfladen – – Han var alene – bølgerne { … }gled op mod ham ensformig – og det tuslet og tuslet mellem stenerne – |

## Billedets historie
I løbet af 1891 lavede Munch et stort antal skitser om emnet melankoli, hvor han varierede kystlinjen og personens position i forgrunden.
Fælles for alle skitserne var en flad og silhuetagtig karakter, der markerede en stilændring fra indflydelsen fra de parisiske års neoimpressionisme til fremtidens syntetisme og symbolisme.
For Reinhold Heller viser antallet af skitser betydningen af motivet for Munch, samt hans intense kamp for et nyt udtryk.
Til efterårsudstillingen i Kristiania i 1891 indgav Munch også en første version af Melankoli – på det tidspunkt endnu med titlen Aften – ud over tre andre værker.
For det meste antages det, at det drejer sig om den pastelversion, som nu er i Munchmuseumet i Oslo.
Arne Eggum formoder på den anden side, at oliemaleriet fra 1894 fra en privat samling kunne være afsluttet i 1891 og sendt til udstillingen.
Reaktionerne på Munchs nye værker var næsten helt negative.
Erik Werenskiold beskyldte for eksempel Munch for "normalt at efterlade sine arbejder halvt færdige, for at smøre olie- og pastelfarver på og for uanset atmosfæren at forlade store dele af lærredet helt uberørt".
Aviskritikere kaldte hans billeder "humoresker".
Ironisk nok var Christian Krohg – der sammen med sin kone var modellerne til parret på anløbsbroen – den eneste positive røst: 'Det er et meget bevægende billede, højtideligt og seriøst – næsten religiøst'.
Krohg så en stor kløft mellem den norske tradition, som han egne billeder også fulgte, og Munchs værker, der ikke havde forbindelse til de fælles forgængere:
Munch henvender sig med sin kunst direkte til betragterens sjæl: "Han er den eneste og den første, der forpligter sig til idealisme og tør gøre naturen, modellen mv. til støtte for sit stemningsleje og dermed opnå mere. – Har nogen hørt om en sådan farveklang som i dette billede?"
Munch kunne med et stipendium tilbringe vinteren 1891/92 i Nice; men også her optog indtrykkene fra sommeren i Norge ham mere end omgivelserne ved Middelhavet.
Her lavede han de første forberedende arbejder til den intense røde himmel i en solnedgang, som senere kunne ses i Skriget.
Det meste af tiden kæmpede Munch dog igen med det melankolske motiv, hvoraf han skabte en vignet for den danske digter Emanuel Goldstein (1862-1921), som Munch havde mødt i Paris 1889.
Sandsynligvis i marts 1892, før han vendte tilbage til Norge, skabte Munch efter skitserne til vignetten den version fra 1892, som boet efter Charlotte og Christian Mustad 1959 lod overgå til det norske Nasjonalgalleriet, hvor maleriet siden 1970 har kunnet ses.
De første udkast viste endnu den fra de andre versioner kendte figur i profil, før Munch malede det over og drejede hovedet nedad og ud af billedet.
Først i juni 1892 afsluttede Munch endelig arbejdet med vignetten, som havde optaget ham i et halvt år.
Fra den første sammenstilling i 1893 af hans værker med titlen Studie til en serie: Kjærligheten udgjorde Melankoli en integreret del af den såkaldte Livsfrise, en cyklus af de centrale værker af Munch om temaerne liv, kærlighed og død.
I årene 1893, 1894 og 1894 til 1896 skabte han tre andre maleriversioner af emnet.
To træsnit er fra 1896 og 1902.
I Catalogue raisonné af Gerd Woll med Munchs grafik betegnes de Evening. Melancholy I og Melancholy III.
De to træsnit er næsten identiske.
Imidlertid beholdt kun versionen fra 1902 den samme orientering som i maleriversionerne, mens versionen fra 1896 er spejlvendt.
De to træsnit består af to separate plader (ty. Platten), som igen var opdelt for at tillade forskellige farveprøver.
Ved trykningen eksperimenterede Munch med en række farvekombinationer.
Titlen Melankoli brugte Munch i sine senere værker til to andre motiver: portrættet af en grædende kvinde på stranden (for eksempel i Reinhardt Frieze, vist i Neue Nationalgalerie i Berlin) og et portræt af søsteren Laura, der fra sin ungdom led af depression.
| - Melankoli som træsnit - Edvard Munch: Abend. Melancholie I. Holzschnitt, 1896, 41,1 × 55,7 cm, Munch-Museum Oslo - Edvard Munch: Abend. Melancholie I. Holzschnitt, 1896, 37,2 × 45,2 cm                            |
| - To andre anbejder af Munch med samme titel - Edvard Munch: Melancholie (Reinhardt-Fries). 1906-07, 90 × 160 cm, Neue Nationalgalerie, Berlin - Edvard Munch: Melancholie. 1911, 120 × 125 cm, Stenersenmuseet, Oslo |